# 神奈川県道731号矢倉沢仙石原線
神奈川県道731号矢倉沢仙石原線（かながわけんどう731ごう やぐらさわせんごくばらせん）は、神奈川県南足柄市と足柄下郡箱根町を結ぶ一般県道。神奈川県道の最高標高地点（金時山頂上 : 標高1,212.5メートル）を通る。
後述の通り、大部分の区間で自動車の通行が不可能であったが、2021年（令和3年）4月28日に「はこね金太郎ライン（はこねきんたろうライン）」として既存の林道を再整備する形で新ルートが開通した。「南箱道路（なんぱこどうろ）」とも呼ばれる。

## 概要

### 路線データ
- 現道
  - 起点：南足柄市矢倉沢 - 足柄峠（神奈川県道78号御殿場大井線交点）[注釈 3]
  - 終点：足柄下郡箱根町仙石原 - 金時登山口バス停前（国道138号交点）
- 新道
  - 新道起点：南足柄市矢倉沢字一ノ瀬2052番4（神奈川県道78号御殿場大井線交点）
  - 新道終点：足柄下郡箱根町仙石原字菅原1181番63（国道138号交点）

## 歴史
- 1946年（昭和21年）1月17日 : 仙石原山北線として県道認定。
- 1953年（昭和28年）2月10日 : 神奈川県道147号仙石原山北線（仙石原村104ノ2 - 山北町山北1356ノ1）となる[3]。
- 1960年（昭和35年）4月1日 : 矢倉沢仙石原線（整理番号114号）として県道認定[4]。

- 2021年（令和3年）
  - 3月29日 : 愛称が「はこね金太郎ライン」に正式決定[5]。
  - 4月28日 : 「はこね金太郎ライン」(10.9キロメートル) が開通[6]。

### 新道の整備
既存のルートは足柄峠から神奈川県・静岡県の県境の尾根をたどって南下する道で、途中から金時山への登山道に変わる。全体が林道または登山道のような道であり、一般車が仙石原方面へ抜けることは出来なかった。
このため、災害時の代替ルートや南足柄市・箱根町地域の広域連携の促進、県西部の観光振興をはじめとする地域活性化に加え、箱根地域の渋滞緩和を図る重要な道路として「南足柄市と箱根町を連絡する道路」が事業化され、2020年（令和2年）春に開通する予定となっていた。しかし、2019年10月に発生した令和元年東日本台風（台風19号）で山腹崩壊などの被害を受け、大規模な崩落などが7箇所で発生し、復旧工事を行う必要が生じた。このため開通が延期され、復旧工事の末に2021年（令和3年）4月28日に開通した。
なお、本路線の愛称として公募が行われ「はこね金太郎ライン」と制定された。
この道路のルート検討にあたっては現道を拡幅するルートや、神奈川県道723号関本小涌谷線を通るルートなども検討され、最終的に「経済性」、「整備効果」、「既存ストックの有効活用や早期利活用の可能性」などから、近隣にある林道を改良するルートとなったが、富士箱根伊豆国立公園内を通るルートである事から最低限の改良を行ったルートとなった。そのため、道幅は5メートルほどで各所に待避所が設置されており、乗車定員11名以上の乗用自動車や、最大積載量3トン以上の貨物自動車は通行できない。山岳地帯を通るため、大雨や降雪時などの異常気象時は通行止めとなる。また、生態系に配慮したため、照明も市町境の金時隧道以外は設置されていない。なお、金時隧道の南足柄方坑口付近には「金時見晴パーキング」（乗用車35台駐車可能、無料）が整備された。この道路を通る路線バスや乗合タクシー等の開設は開通の時点では予定されていない。

## ギャラリー

### 現道

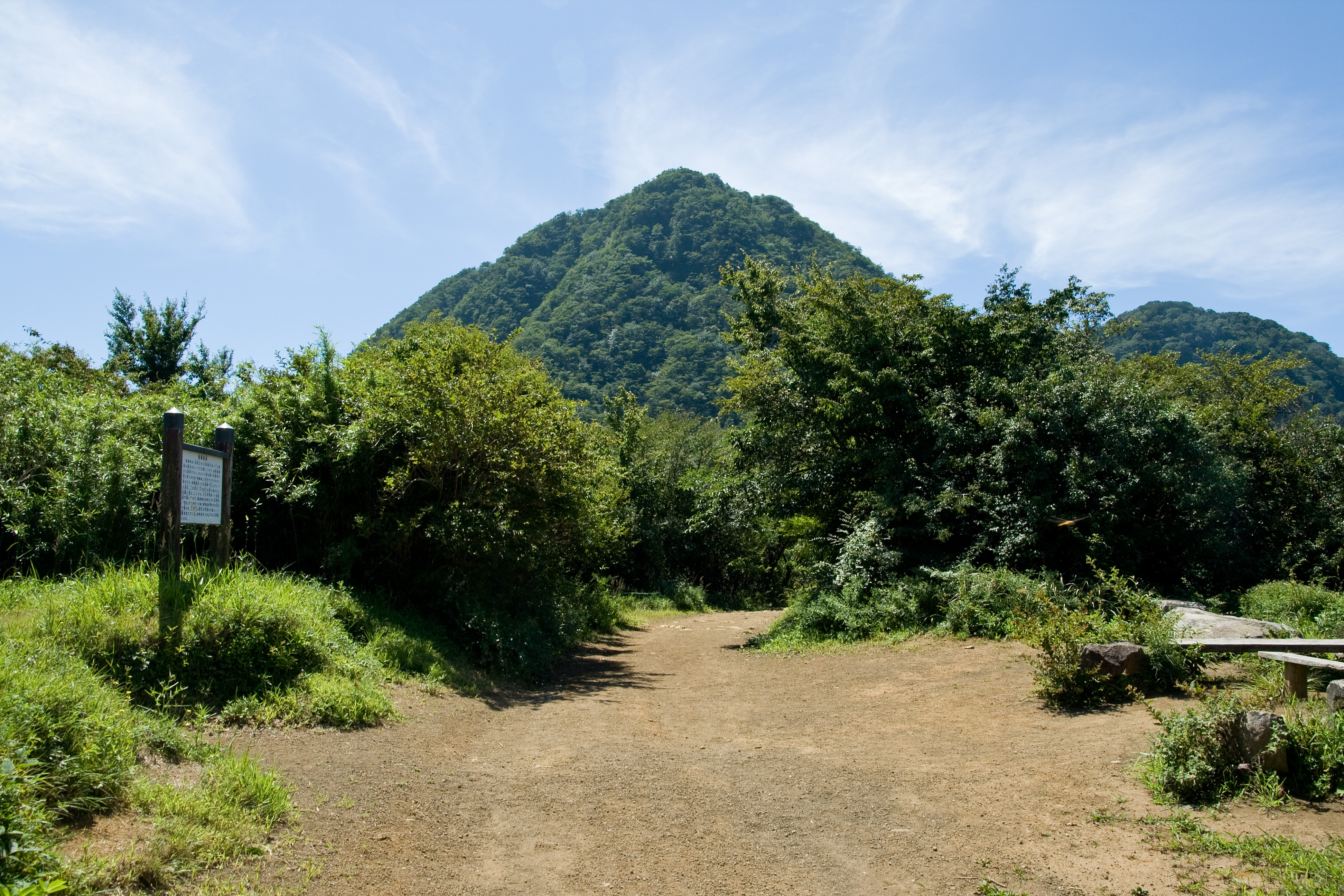
足柄峠から金時山へ伸びる神奈川県道731号矢倉沢仙石原線（現道）
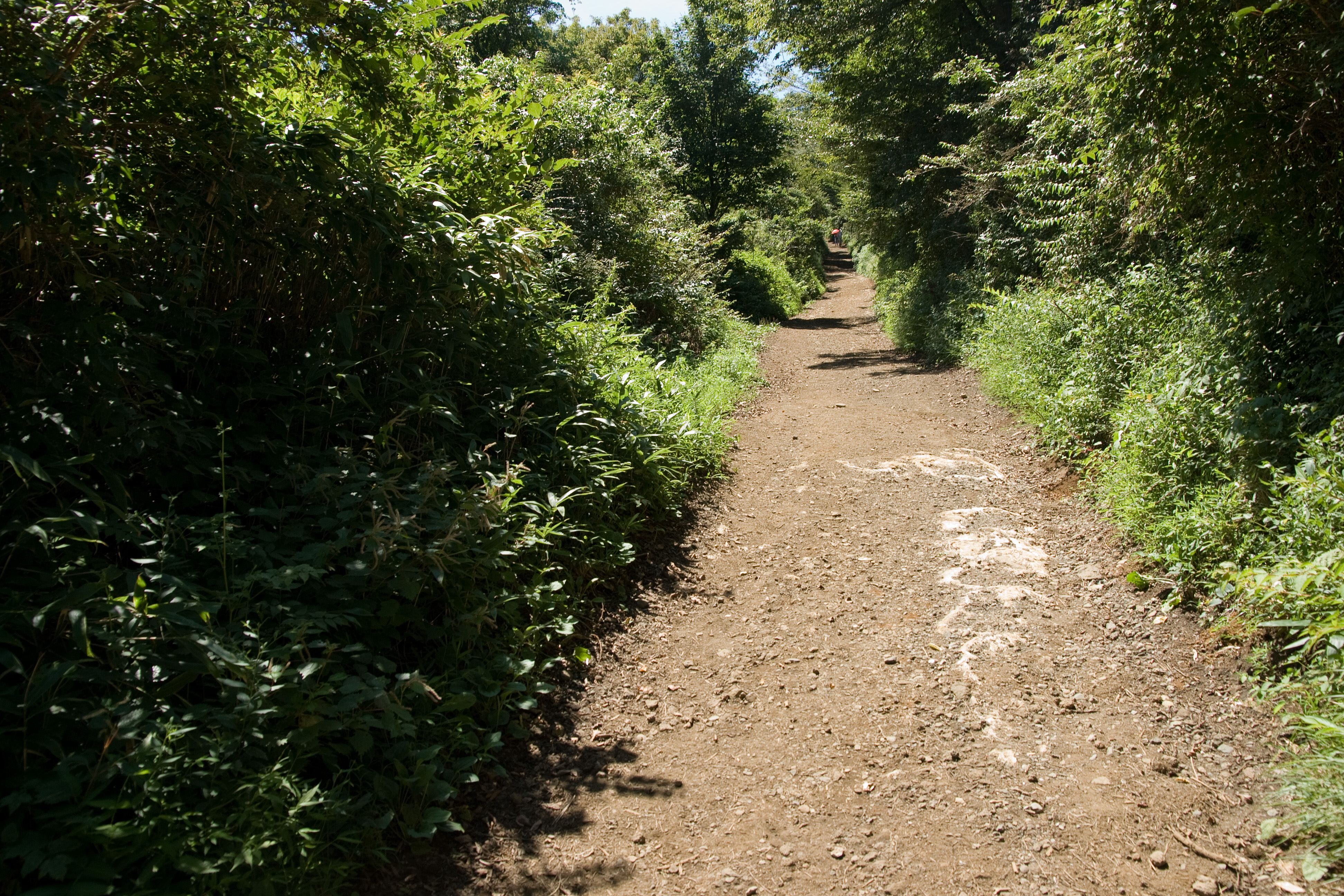
舗装区間は短く、ほとんどがダート道である
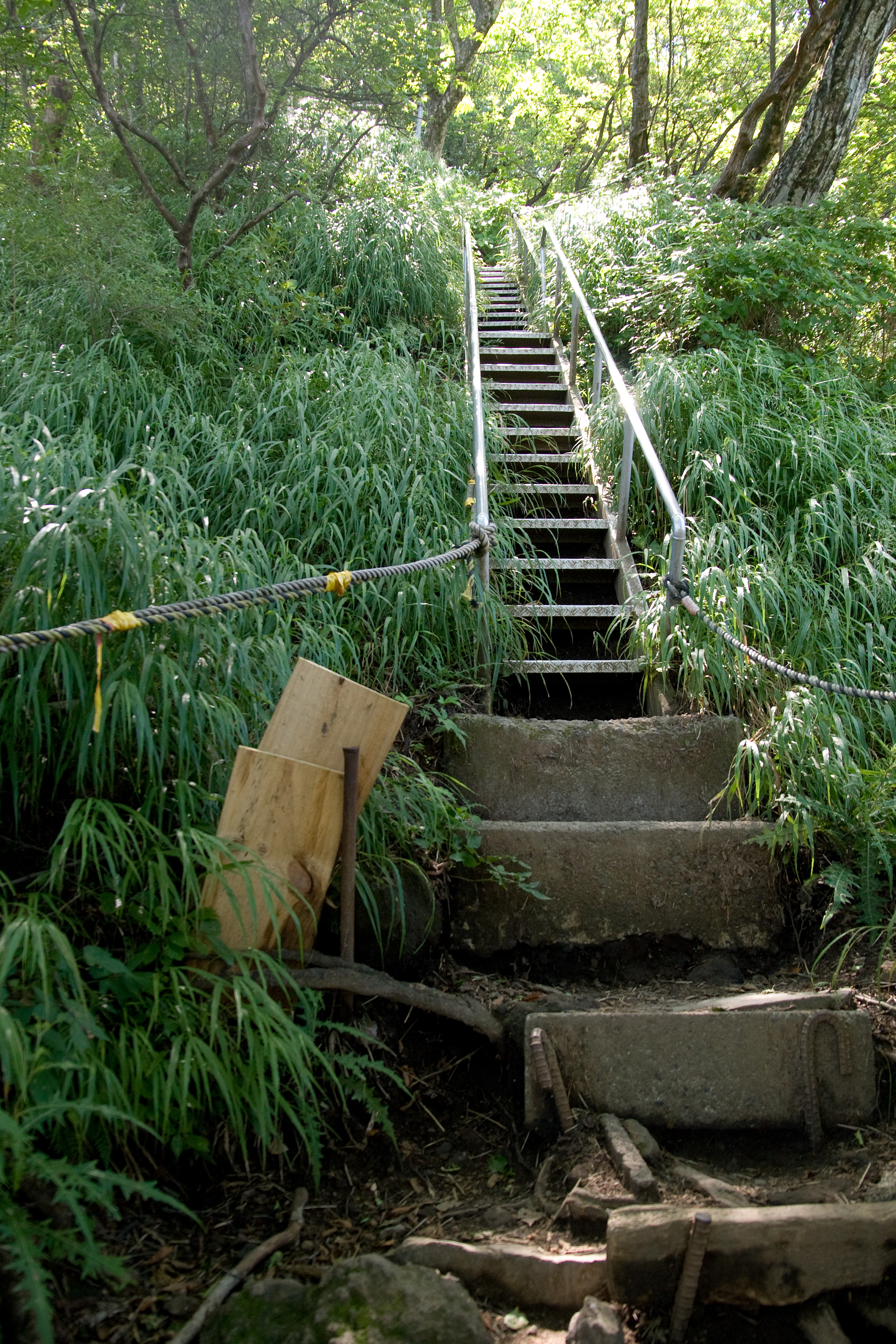
金時山の山頂近くではこのような登山道となる

### 新道（はこね金太郎ライン）

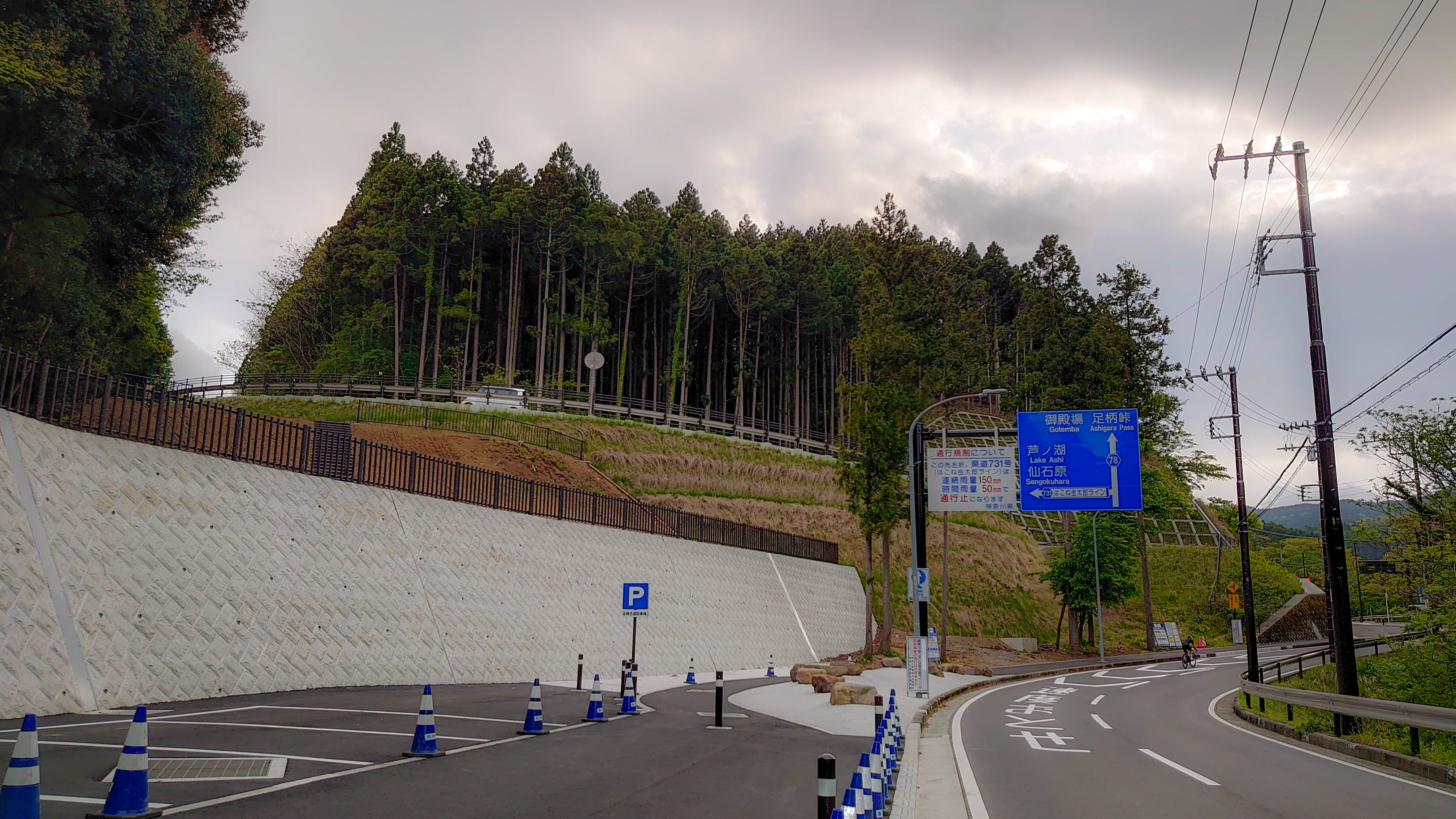
新ルート起点（神奈川県道78号御殿場大井線交点）
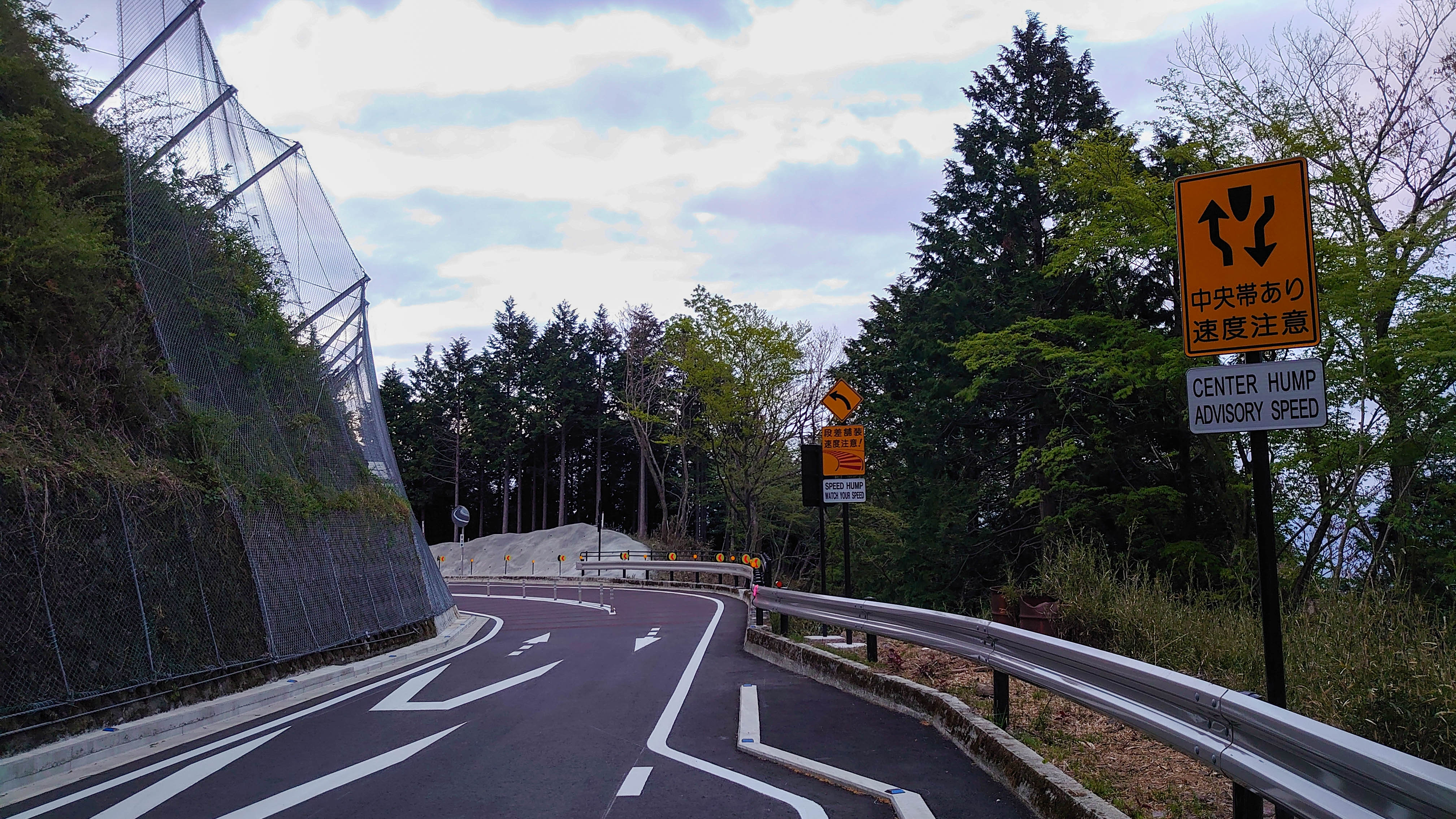
見通しの悪いカーブの一部に中央帯が設置されている。
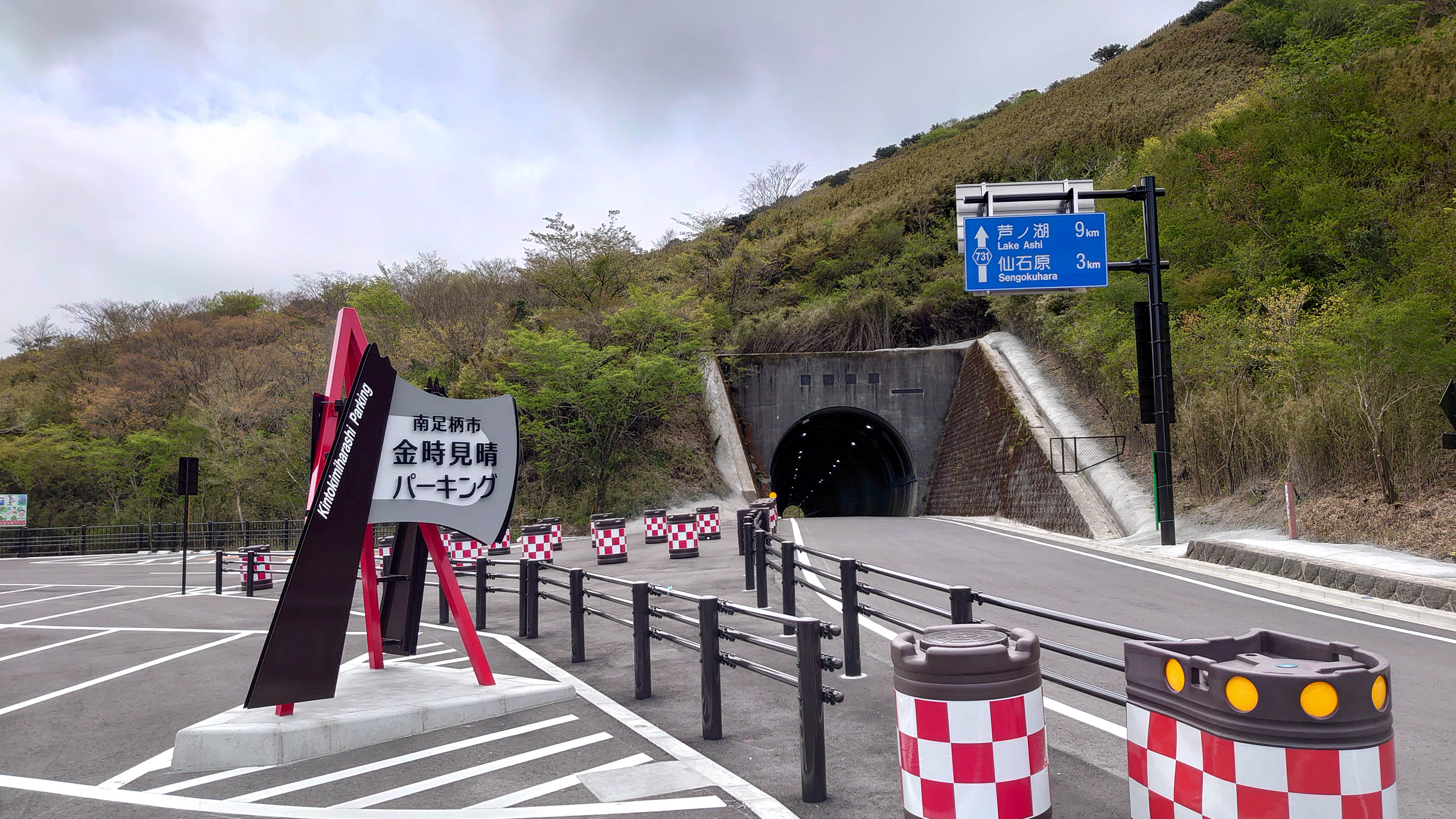
金時見晴パーキングと金時隧道（南足柄側坑口）
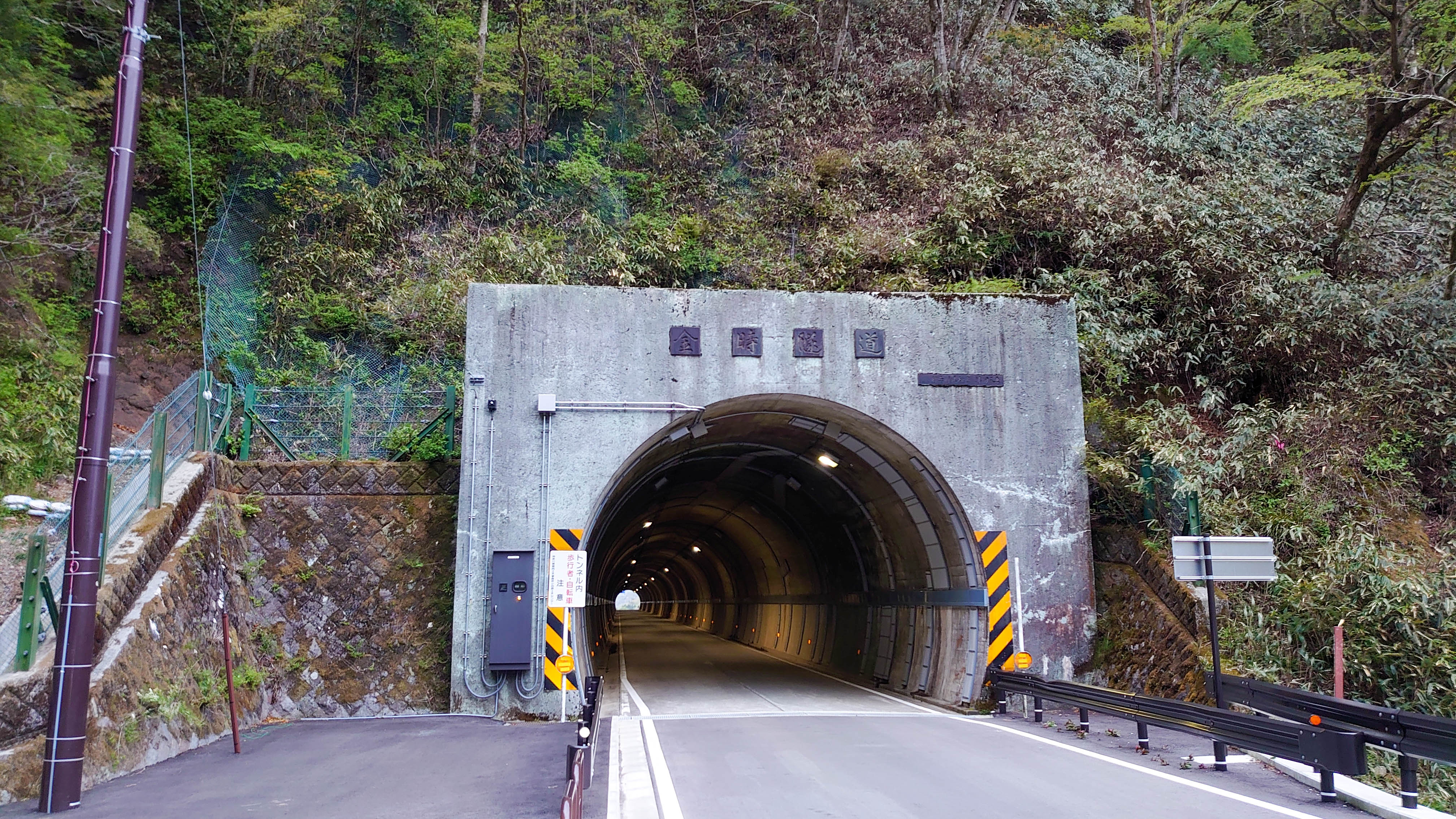
金時隧道 箱根側坑口
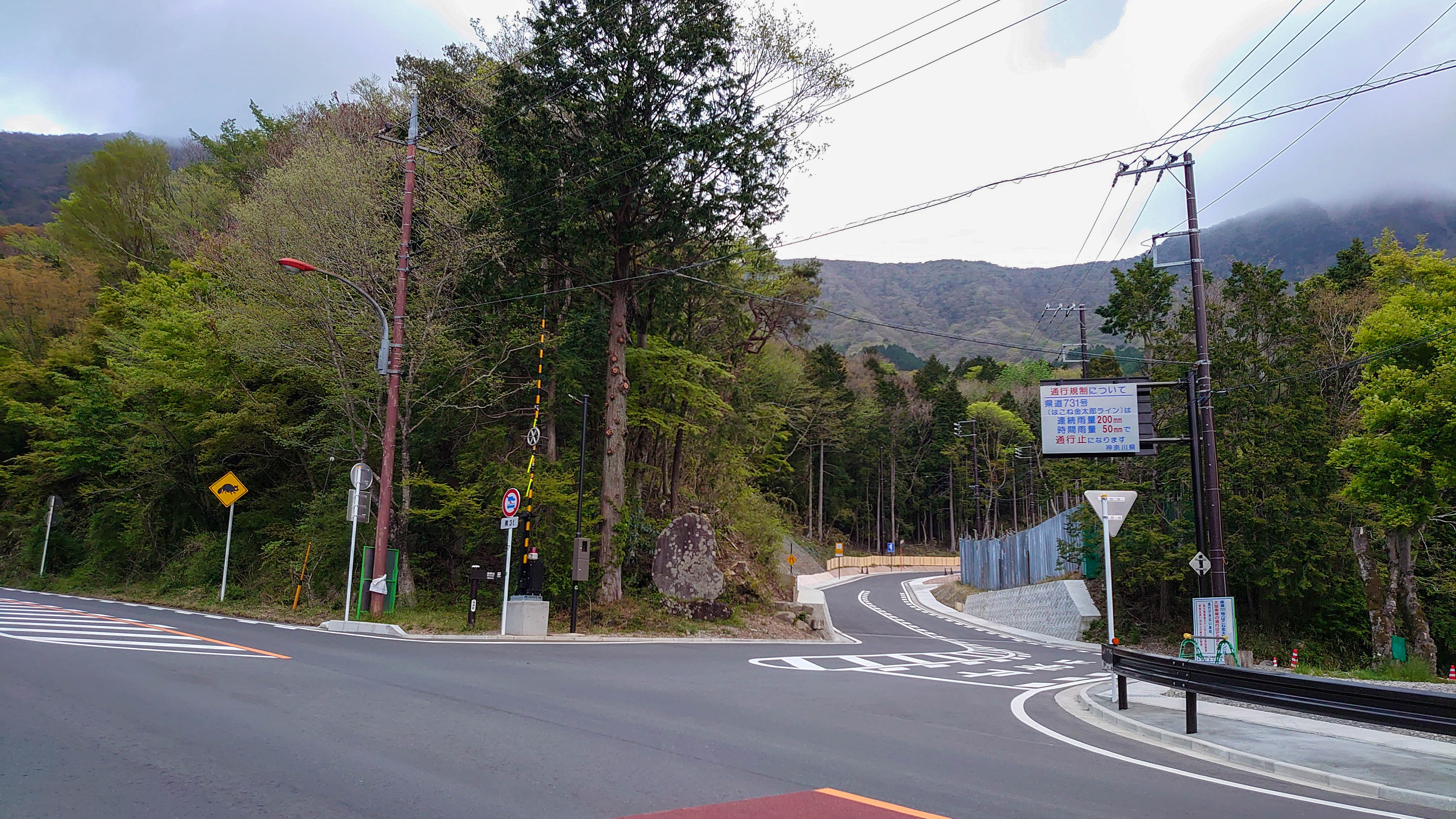
新ルート終点（国道138号交点）

## 地理

### 通過する自治体
- 神奈川県
  - 南足柄市[注釈 3] - 足柄下郡箱根町

### 交差する道路
- 神奈川県道78号御殿場大井線（起点）
- 神奈川県道78号御殿場大井線（新道起点）
- 国道138号（新道終点）

### 沿線
- 足柄峠
- 金時山
- 金時神社